# Ovalipes floridanus
Ovalipes floridanus är en kräftdjursart som beskrevs av Hay och Shore 1918. Ovalipes floridanus ingår i släktet Ovalipes och familjen simkrabbor. Inga underarter finns listade i Catalogue of Life.